# Sustainable Seattle
Pour les articles homonymes, voir S2.
Sustainable Seattle (également connue par le sigle S2) (en français : Seattle durable) est une organisation à but non lucratif américaine fondée en 1991 ayant pour but de promouvoir la durabilité dans la zone centrale de Puget Sound. Elle a été la première à créer des indicateurs régionaux de durabilité.

## Activités
Élaborant des indicateurs de durabilité basés sur les valeurs et les objectifs des citoyens pour leurs communautés, cette organisation a influencé de nombreuses villes et groupes à travers le monde. Ayant suivi plus de 170 projets de développement durable à travers les États-Unis, le think tank américain sur les politiques publiques Redefining Progress constate que plus de 90 d'entre eux utilisent Sustainable Seattle comme modèle pour leurs initiatives.
Pendant les dix premières années de son existence, Sustainable Seattle s'est concentrée sur la création d'indicateurs de durabilité régionaux grâce à une politique d'activisme sur le terrain, éditant les newsletters mensuelles sur des sujets tels que le  recyclage, le jardinage et le développement des communautés. Le jardinage en particulier est devenu un véritable phénomène parmi les membres du groupe citoyen DIY, une communauté de « bricoleurs ». Au cours de sa deuxième décennie, les activités de Sustainable Seattle se sont étendues à de nombreux domaines, de la collecte de données sur les quartiers et des tableaux de bord de durabilité des quartiers aux programmes d'éducation, aux programmes pour les entreprises et à un concours annuel pour créer une vision commune d'un avenir durable à Seattle.
Sustainable Seattle est considérée comme la première organisation de communauté durable. À la fin des années 2010, il existait plus de 50 organisations de « communautés durables » dans l'État de  Washington et des centaines aux États-Unis.

## Fondateurs
- Alan Atkisson
- Karla Berkendall
- Néa Caroll
- Richard Colin (en)
- Jean Drago (en)
- Salle Susan
- Steve Nicolas
- Vicky Robin (en)
- David Smukowski